# District de Dera Bugti
Le district de Dera Bugti ou Dara Bugti (en ourdou : ضلع ڈیرہ بگٹی) est une subdivision administrative de la province du Baloutchistan au Pakistan. Créé en 1983, le district a pour capitale Dera Bugti et doit son nom à la tribu des Bugtis.
Peuplé de quelque 300 000 habitants en 2017, la population du district est majoritairement baloutche. Particulièrement pauvre malgré ses importantes ressources en gaz naturel, le district est l'un des points chauds des guerres baloutches.

## Histoire
Le district de Dera Bugti a été créé en 1983, alors qu'il était auparavant un simple tehsil du district de Sibi.
Dera Bugti est le lieu de peuplement historique de la tribu baloutche des Bugtis, qui ont donné leur nom à ce lieu. À l'occasion des guerres baloutches, cette tribu est l'une des plus insoumises au pouvoir pakistanais, revendiquant notamment une meilleure répartition des richesses issues de l'exploitation du gaz naturel présent dans le district. Le chef tribal Akbar Bugti a notamment fondé le parti politique Jamhoori Wattan et s'est également engagé dans la lutte armée, notamment le sabotage de pipelines. L'armée a souvent répondu par la force et installé une garnison à Dera Bugti.

## Démographie

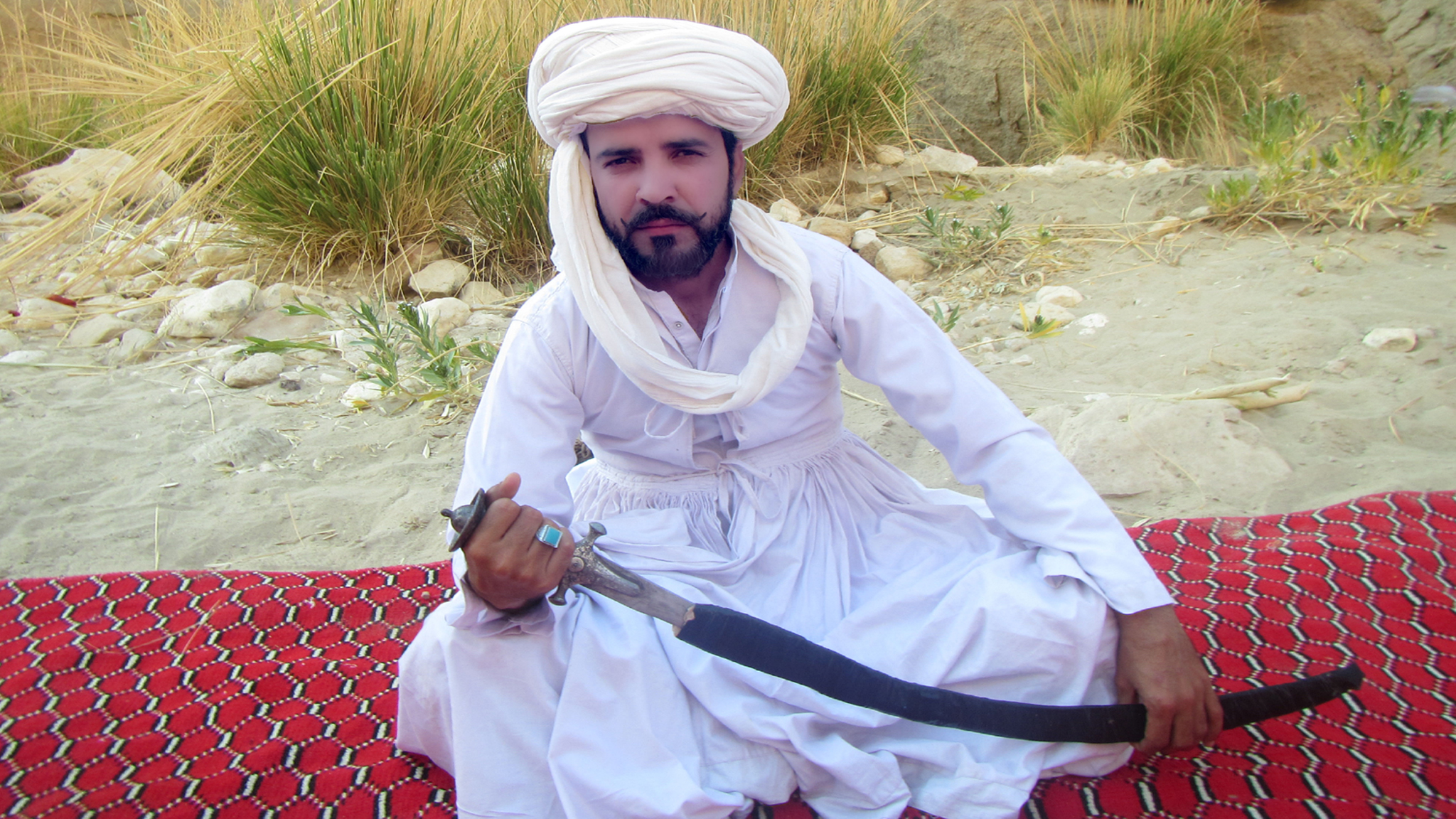
Ilyas Bugti, acteur et membre de la tribu des Bugtis.

Lors du recensement de 1998, la population du district a été évaluée à 181 310 personnes, dont environ 9 % d'urbains. Le taux d'alphabétisation était de 12 % environ, bien moins que la moyenne nationale de 44 %. Il se situait à 19 % pour les hommes et 3 % pour les femmes, l'un des taux les plus faibles du pays.
En 2013, l'alphabétisation est estimée à 16 % par les autorités, dont 28 % pour les hommes et 1 % pour les femmes.
Le recensement suivant mené en 2017 pointe une population de 312 603 habitants, soit une croissance annuelle de 2,9 %, contre des moyennes provinciale et nationale de 3,4 % et 2,4 % respectivement. Le taux d'urbanisation grimpe à 32 %.
Le district est principalement peuplé par des tribus baloutches. Si la majorité de la population parle baloutchi, une partie de la population parle aussi le sindhi, étant donné la proximité avec la province du Sind. Le district a des minorités religieuses, soit 1,3 % de chrétiens, 1 % d'hindous ainsi que quelques rares sikhs.

## Administration

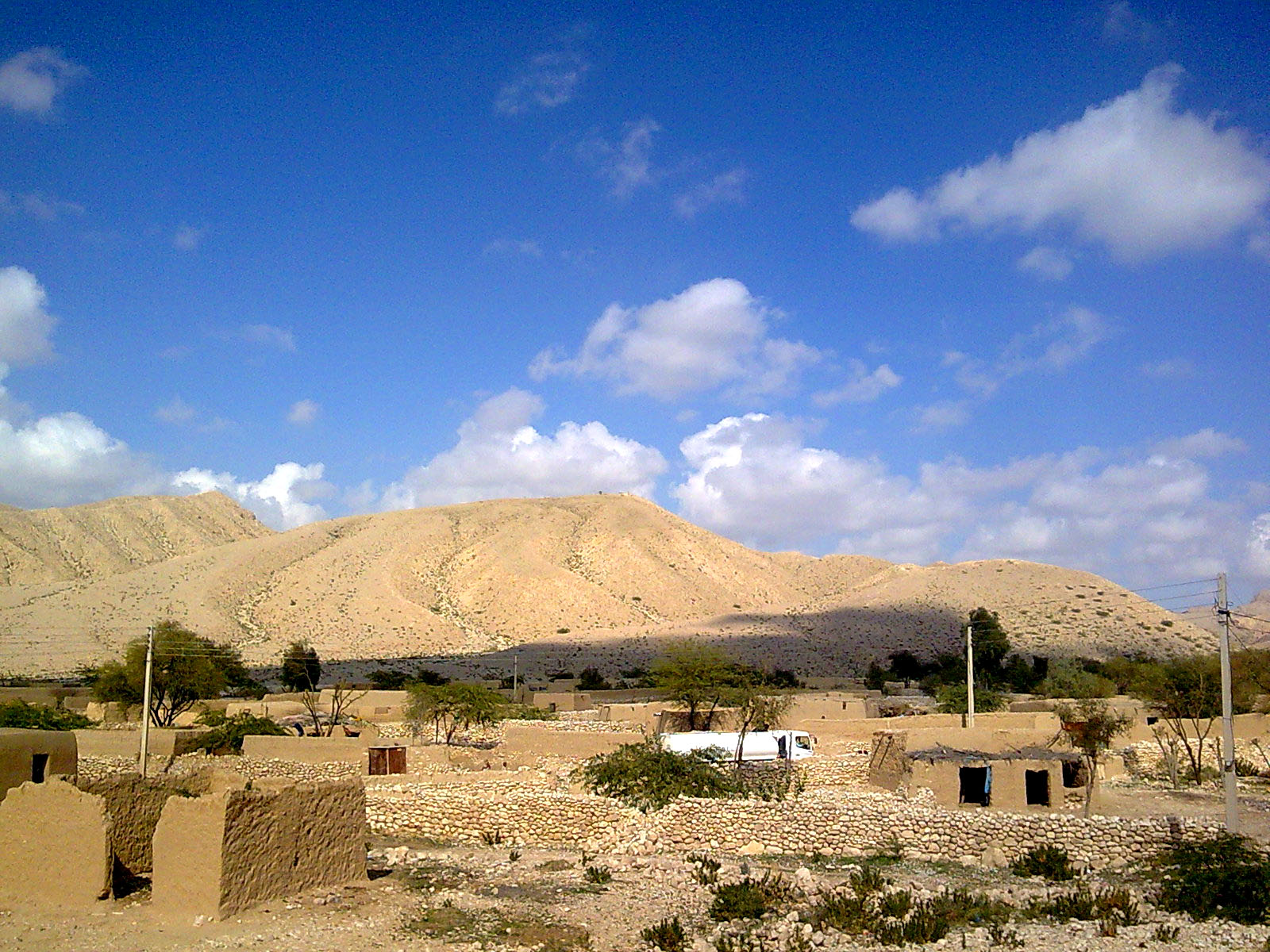
Village du district.

Le district est divisé en huit tehsils ou sous-tehsils ainsi que 34 Union Councils.
| Tehsil     | Population (rec. 2017) |
| ---------- | ---------------------- |
| Baiker     | 19 535                 |
| Dera Bugti | 48 492                 |
| Loti       | 17 967                 |
| Malam      | 27 398                 |
| Phelawagh  | 28 180                 |
| Pirkoh     | 40 783                 |
| Sangsillah | 10 265                 |
| Sui        | 119 983                |

La capitale Dera Bugti n'est que la seconde plus grosse ville du district, la plus peuplée étant Sui, quatre fois plus importante.
| Ville      | Population (rec. 2017) |
| ---------- | ---------------------- |
| Sui        | 71 676                 |
| Dera Bugti | 17 426                 |

## Économie et éducation

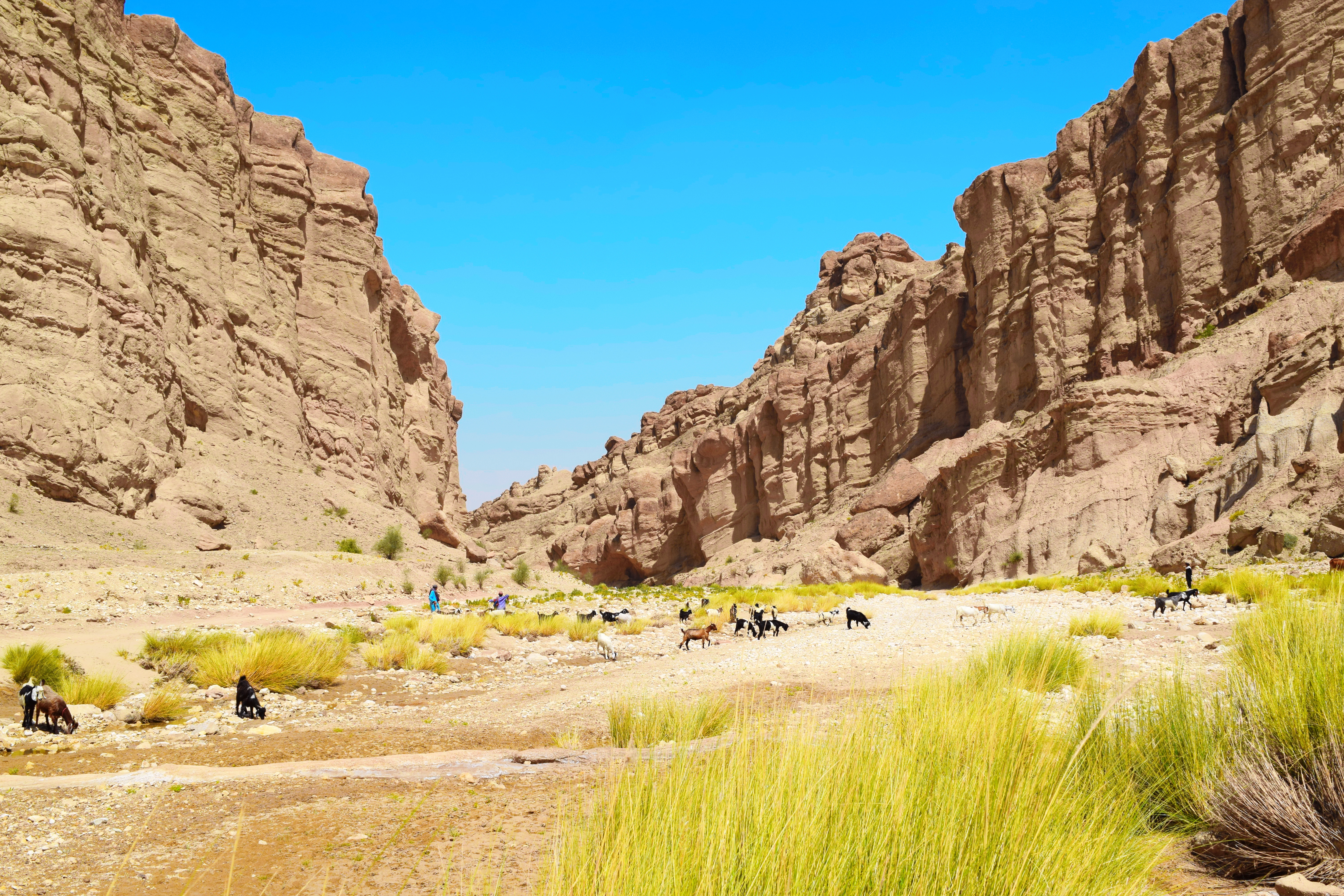
Troupeau dans le district.

Particulièrement pauvre et peu développé, la population du district vit principalement de l'agriculture non irriguée, dépendante de pluies irrégulières. Près de 8 % de la superficie est cultivée, soit environ 800 kilomètres carrés. On y produit surtout du blé, de l'orge, de la moutarde, des pois et du coton, ainsi des mangues et du citron notamment.
Le district est connu pour ses mines de soufre et surtout ses gisements de gaz naturel de Pirkoh et de Sui, ce dernier étant le plus important du pays, et les deux réunis forment un tiers des réserves totales du pays. Exploité depuis 1955, le gisement produit 437 millions de pieds cubes par jour en 2017, pour une réserve alors estimée à 1 600 milliards, soit environ dix ans d'exploitation à ce rythme,. La mauvaise répartition de cette richesse constitue un sujet de conflit entre les habitants et le pouvoir fédéral.
Les services publics sont largement absents dans le district, notamment les infrastructures scolaires qui sont presque inexistantes. Seuls 13 % des enfants sont scolarisés dans le primaire en 2013, et ce taux chute à 3 % pour l'enseignement secondaire, soit les taux les plus faibles de la province.

## Politique
De 2002 à 2018, le district est représenté par la circonscription no 24 à l'Assemblée provinciale du Baloutchistan. Lors des élections législatives de 2008, elle a été remportée par un candidat de la Ligue musulmane du Pakistan (Q), et durant les élections législatives de 2013, par un candidat indépendant.
Depuis le redécoupage électoral de 2018, le district partage avec quatre autres districts de la division la circonscription no 259 de l'Assemblée nationale et est pleinement représenté par la circonscription no 10 de l'Assemblée provinciale. Lors des élections législatives de 2018, elles sont remportées par des candidats du Jamhoori Wattan, un parti pro-Baloutches proche des Bugtis.
| Parti                                      | Voix   | %       |
| ------------------------------------------ | ------ | ------- |
| Jamhoori Wattan                            | 27 190 | 54,30 % |
| Parti baloutche Awami                      | 17 112 | 34,17 % |
| Autres partis                              | 540    | 1,08 %  |
| Indépendants                               | 5 233  | 10,45 % |
| Total exprimés (participation : 53,89 %)   | 50 075 | 100 %   |
| Source : Commission électorale du Pakistan |        |         |